# Kenotaph für Herzog Rudolf IV.

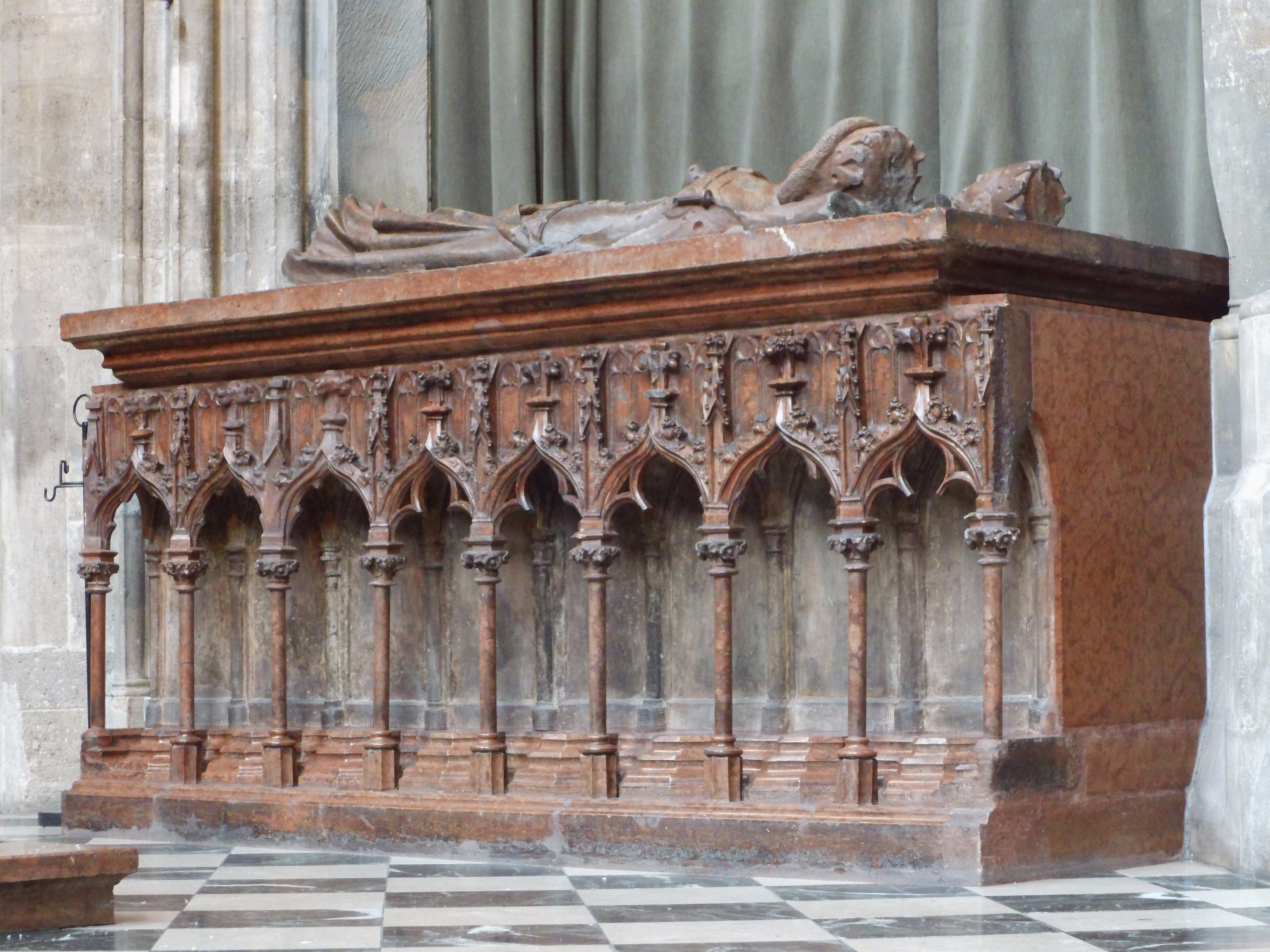
Kenotaph für Herzog Rudolf IV.

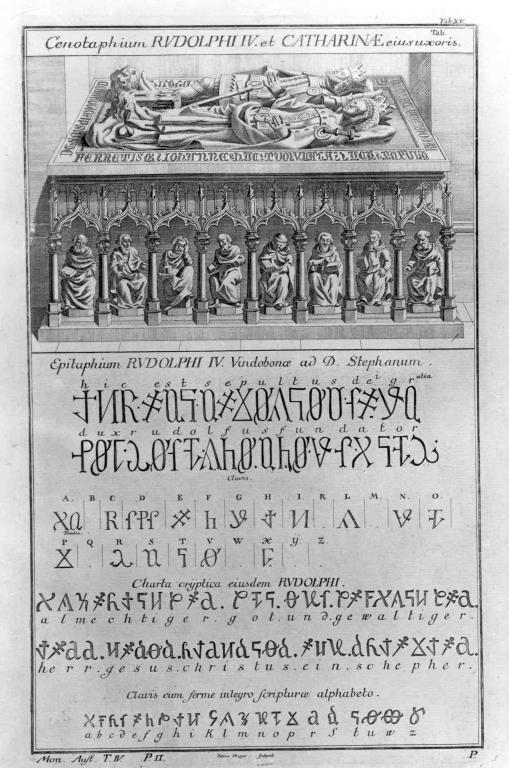
Alter Stich des Kenotaphs für Rudolf IV. und seiner Gemahlin Katharina. Unten ist die geheime Inschrift im Alphabetum Kaldeorum gezeigt.

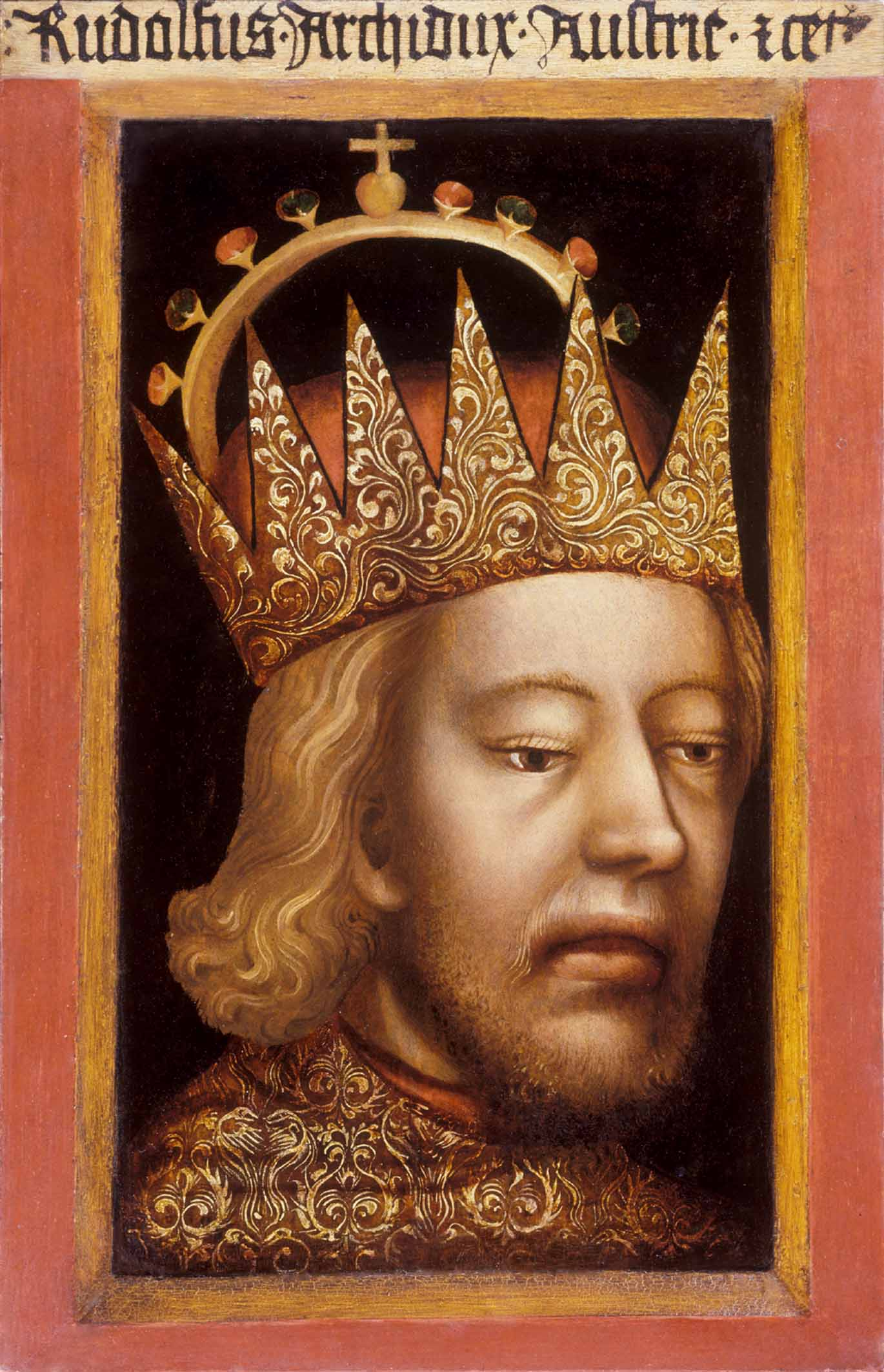
Herzog Rudolf IV. gab das Kenotaph vor seinem Tod im Alter von 26 Jahren in Auftrag

Das Kenotaph für Herzog Rudolf IV. ist ein Werk aus dem Mittelalter, das sich in der Domkirche St. Stephan zu Wien befindet. Das Kenotaph ist leer, Rudolf IV. (auch genannt der Stifter) und seine Gemahlin Katharina von Luxemburg liegen nicht hier, sondern in der unterirdischen Herzogsgruft begraben.

## Geschichte
Als Rudolf IV. im Alter von 26 Jahren am 27. Juli 1365 in Mailand starb, wurde sein Leichnam zu Konservierungszwecken zunächst mit Rotwein behandelt und in eine schwarze Rinderhaut eingenäht, mit einem kostbaren Leichentuch bedeckt und anschließend über die Alpen nach Wien überführt, wo er in der Herzogsgruft des Stephansdoms in einem Kupfersarg beigesetzt wurde.
Das für ihn im Stephansdom errichtete und wahrscheinlich schon zu Lebzeiten Rudolfs aufgestellte Kenotaph stand ursprünglich mitten im Albertinischen Chor vor dem Hochaltar, gleich in der Nähe zum Eingang zur Herzogsgruft. Als Kaiser Friedrich III. 1493 verstarb, wurde das Kenotaph an die Südseite des Nordchores versetzt.
Am 7. April 1933 wurde das Kenotaph geöffnet, und ein feingewebtes Leichentuch wurde darin gefunden. Es befindet sich heute im Dom- und Diözesanmuseum. Nach dem Zweiten Weltkrieg wurde es noch einmal in die Südseite des Polygon des Frauenchores verschoben, wo es sich bis heute befindet. Das Porträt von Rudolf IV. hing bis zum 17. Jahrhundert im Mittelchor. Als der Innenraum im 17. Jahrhundert barockisiert wurde, wurde wahrscheinlich das Porträt zuerst zum Heiltumstuhl gebracht. Heute befindet sich dieses Porträt im Dom- und Diözesanmuseum.

## Beschreibung
Die Figuren sind aus feinkörnigem Auer Kalksandstein, der Tumbadeckel aus rotem Adneter Marmor gehauen. Auf dem Tumbadeckel sind rechts Rudolf IV. und links seine Gemahlin Katharina dargestellt, beide Figuren sind mehr als zwei Meter groß. Beide sind in festliche Gewändern gekleidet, ihre Häupter ruhen auf Kopfkissen. Ihre Augen sind nicht geschlossen, zu ihren Füßen liegen zwei Löwen als Sinnbild der Auferstehung. Diese Darstellungsart, wie die Figuren liegen, soll nicht den Tod symbolisieren, sondern deren Auferstehung beim Jüngsten Gericht.
Der Sockel ist mit gotischen Bögen verziert, unter denen sich ursprünglich kleine Statuen von trauernden Mönchen und Vertretern der Universität befand. Zumindest auf jeder Längsseite waren acht Statuen. Diese sind im Laufe der Zeit verloren gegangen.
Rätselhaft ist die Inschrift auf der Grabplatte Rudolfs. Die Inschrift ist im Alphabetum Kaldeorum verschlüsselt, eine Geheimschrift, die im Mittelalter verwendet wurde und als dessen Urheber Rudolf IV. persönlich vermutet wird. Die Inschrift gibt lediglich den Namen und Titel des Herzogs wieder – sie sollte möglicherweise die Vorliebe Rudolfs für die Verwendung der Geheimschrift versinnbildlichen.